# Ljusskivig lerskivling
Ljusskivig lerskivling, Camarophyllopsis schulzeri, är en svampart som först beskrevs av Giacopo Bresàdola, och fick sitt nu gällande namn av Josef Herink 1958. Enligt Catalogue of Life ingår Ljusskivig lerskivling i släktet Camarophyllopsis,  och familjen Hygrophoraceae, men enligt Dyntaxa är tillhörigheten istället släktet Camarophyllopsis och familjen fingersvampar. Arten är reproducerande i Sverige.
Arten är uppkallad efter Stephan Schulzer von Müggenburg.